# Centaurea sadleriana
Centaurea sadleriana is een plant die vooral wordt gevonden op de Pannonische vlakte. De plant kan 2 meter hoog worden, heeft paarse of rose bloemen en bloeit van mei tot oktober. De plant houdt van droge gebieden met löss- en zandige bodems en groeit zowel in lager gelegen gebieden als in heuvelgebieden.
De plant is nog niet bedreigd, maar de wereldpopulatie is zo klein (de plant groeit slechts in Hongarije en haar grensregio's) dat de plant in Hongarije wordt beschermd en tevens is geregistreerd op de Europese Rode Lijst van bedreigde plantensoorten.

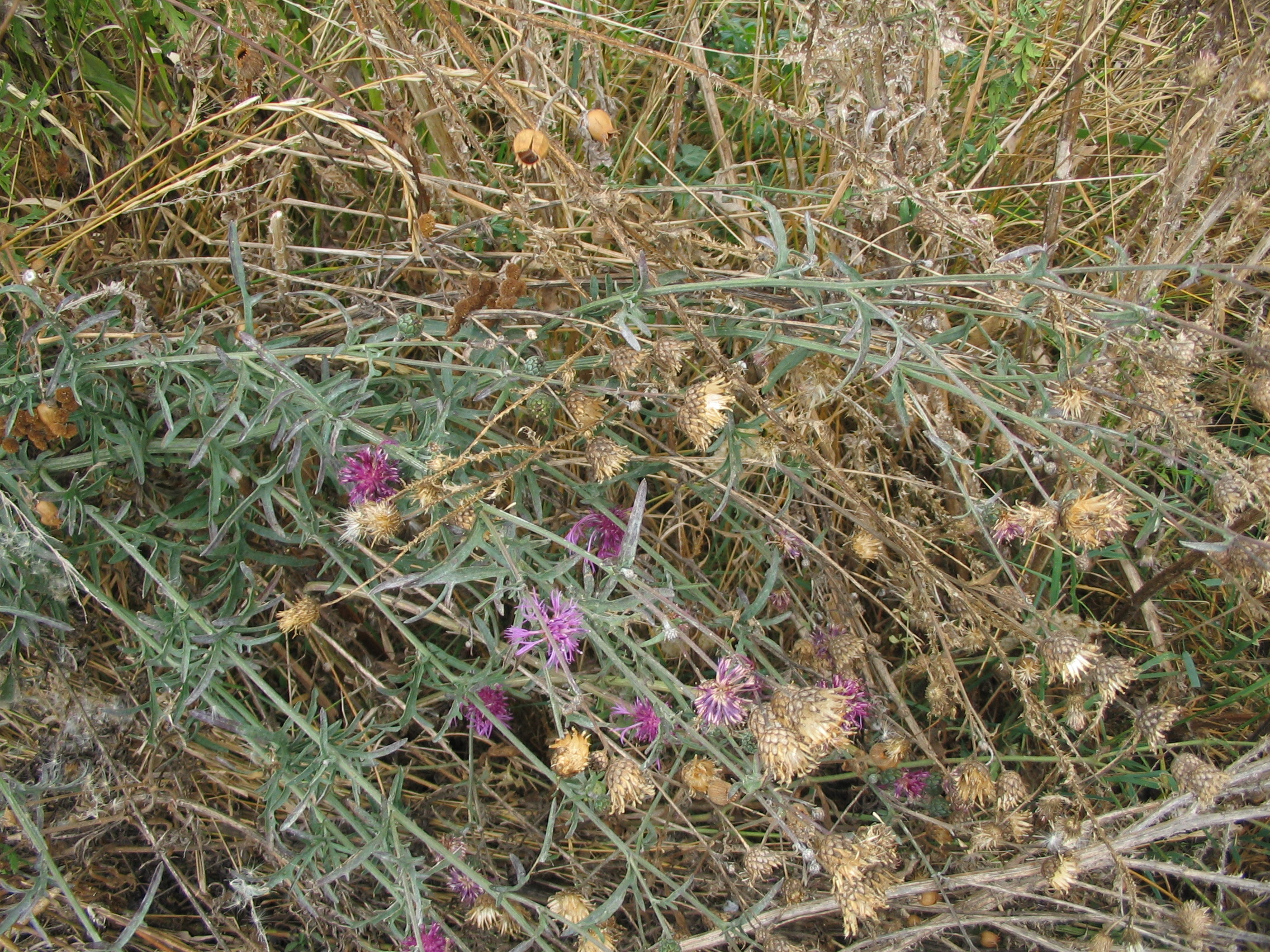
Verdorde bloemen

... · 
C. calcitrapa (kalketrip) · 
C. cyanus (korenbloem) · 
C. jacea (knoopkruid) · 
C. montana (bergcentaurie) · 
C. nigra (zwart knoopkruid) ·  
C. sadleriana · 
C. scabiosa (grote centaurie) · 
C. stoebe (rijncentaurie) · 
C. taliewii · 
...